# 杜世成
杜世成（1950年3月22日—），男，山东龙口人，中华人民共和国政治人物，曾任中共山东省委副书记、中共青岛市委书记、青岛市市长等职务。中共第十六届中央候补委员、第八届全国人大代表。与越南华裔女商人李薇有染，后因腐败犯罪入狱。

## 生平
1972年12月加入中国共产党。
1995年06至2000年10月，杜世成任山东省副省长。2000年10月至2002年06月，杜世成任山东省副省长、青岛市长。期间，1997年4月至2002年11月，吴官正任中共中央政治局委员、山东省委书记、省委党校校长。
2003年1月至2006年12月，杜世成历任山东省委常委、副书记、青岛市委书记。

### 落马
在擔任中共山東省委副書記、中共青島市委書記和青岛市人民政府市長期間，利用職務之便為他人謀取利益，本人或伙同情婦收受他人財物達數百萬元人民幣，生活腐化。2006年12月，因严重违犯党纪，被中共中央批准免去所有职务，由阎启俊接任其青岛市委书记职务。鑑於杜世成以權謀私、腐化墜落，其行為已構成嚴重違紀，其中受賄問題已涉嫌犯罪。2007年4月，經中共中央紀委常委會議審議並報中共中央政治局決定，給予杜世成雙開（開除黨籍、開除公職）處分，2007年10月中共十六屆七中全會確認。2008年2月5日福建省厦门市中级人民法院对其作出一审判决，以《中华人民共和国刑法》受贿罪判处其无期徒刑、剥夺政治权利终身、没收个人全部财产。

## 参看
- 中华人民共和国贪污案件